# Isognathus australis
Isognathus australis là một loài bướm đêm thuộc họ Sphingidae. Nó được tìm thấy ở đông bắc Brasil.
Sải cánh dài 70 mm đối với con đực. Nó gần giống loài Isognathus rimosa rimosa và Isognathus rimosa papayae but has narrower wings. 
Mỗi năm loài này có thể có nhiều thế hệ. Con trưởng thành bay vào tháng 1.
Ấu trùng ăn Plumeria. Pupation takes place in cocoons spun amongst leaf litter.

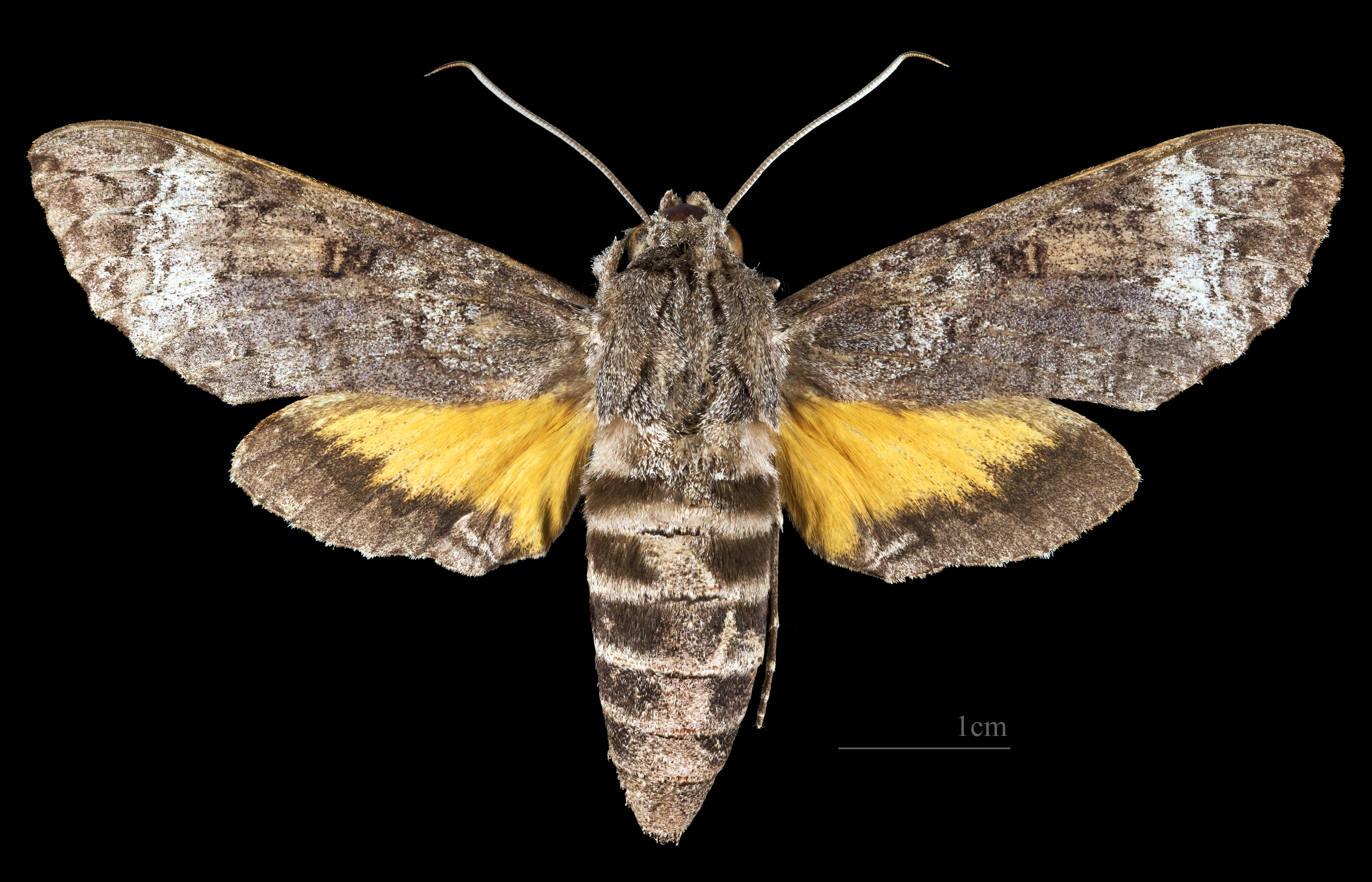
♀
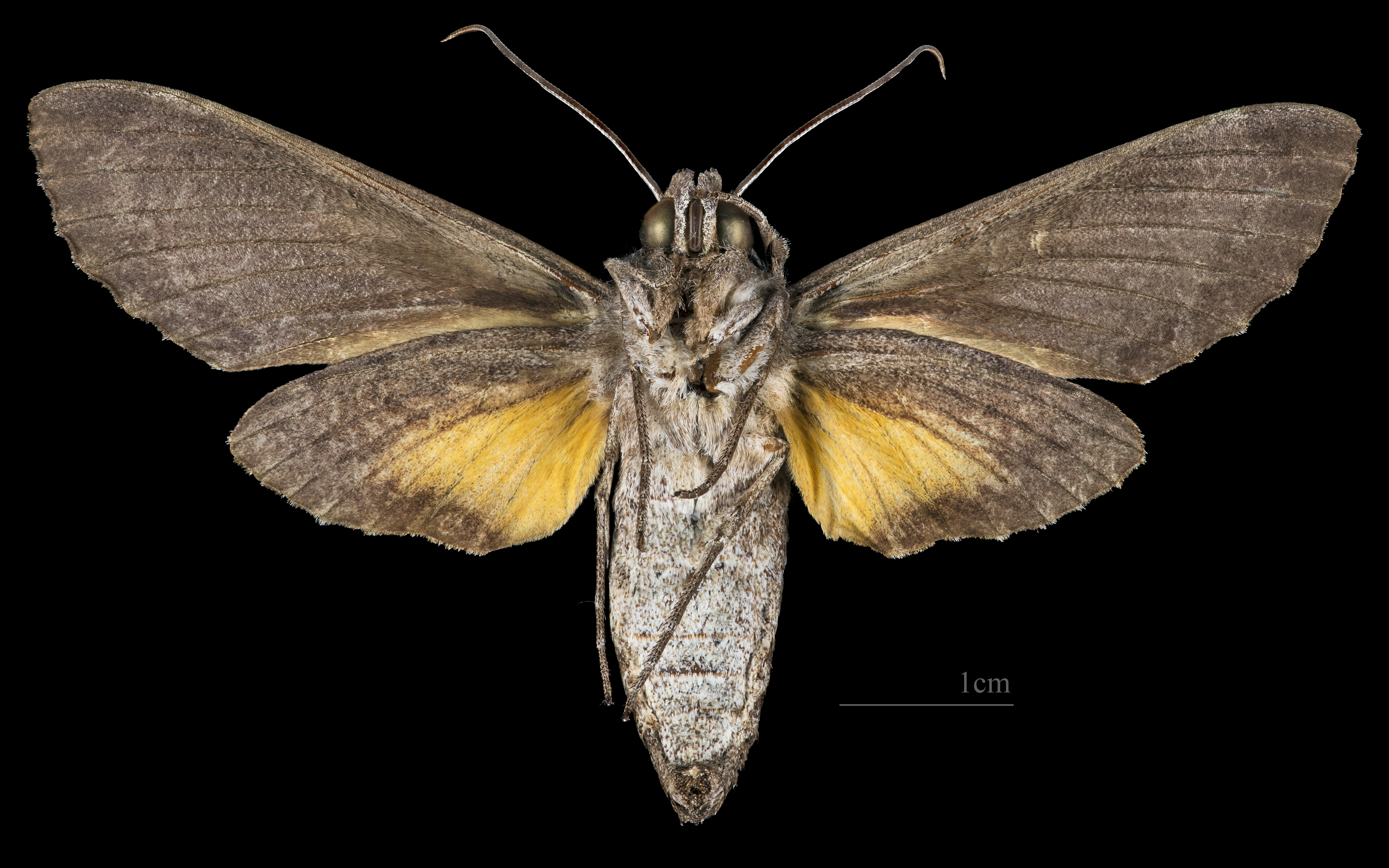
♀ △

## Hình ảnh

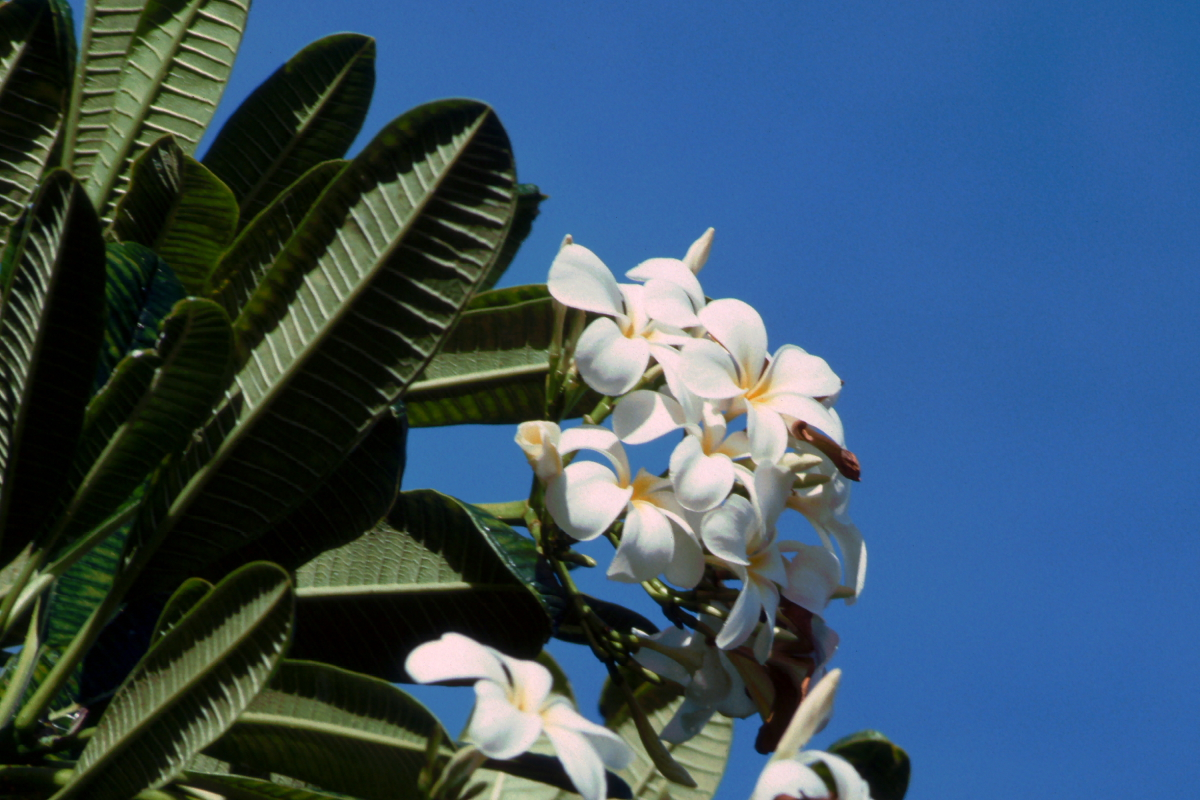
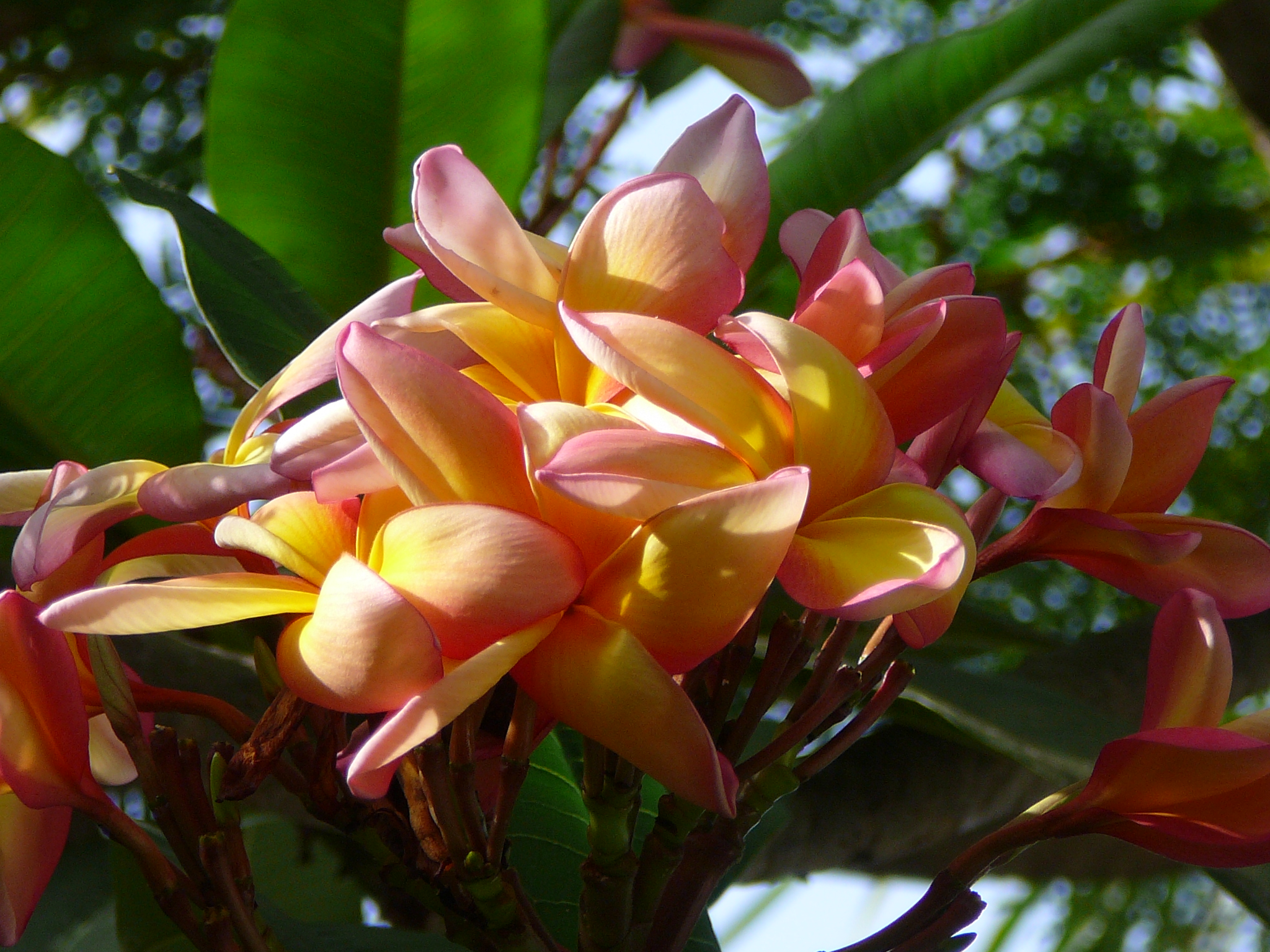